# A Private War
A Private War ist ein US-amerikanisches biografisches
Filmdrama aus dem Jahr 2018 von Matthew Heineman. Er basiert auf dem Artikel Marie Colvin’s Private War von der amerikanischen Journalistin Marie Brenner,  der 2012 in der Vanity Fair posthum erschien. Die Titelfigur der Kriegsreporterin Marie Colvin wird von Rosamund Pike verkörpert.
Am 7. September 2018 feierte der Film beim Toronto International Film Festival 2018 seine Weltpremiere. Die Europapremiere folgte im Oktober 2018 beim London Film Festival.

## Handlung
Marie Colvin arbeitet als Journalistin für die Zeitung The Sunday Times. Für ihre Arbeit besucht sie die gefährlichsten Länder, um von dort über Bürgerkriege zu berichten. 2001 verliert sie in Sri Lanka in Folge eines Angriffs ihr linkes Auge. Aufgrund dessen beschließt sie, eine Augenklappe zu tragen. Obwohl bei Colvin eine posttraumatische Belastungsstörung diagnostiziert wird, ist sie weiterhin auf der Suche nach neuen Geschichten. Sie diskutiert mit ihrem Chef Sean Ryan, über Konflikte, die sie aufdecken möchte, wie auch den Irak. Dort trifft sie den Fotografen Paul Conroy. Wenn sie nicht auf Reisen ist, lebt sie in London, wo sie eine Beziehung mit Tony Shaw beginnt.
Im Februar 2012 beschließen Colvin und Conroy, über den Bürgerkrieg in der Stadt Homs in Syrien zu berichten. Dort befinden sich 28000 syrische Männer, Frauen und Kinder im Kreuzfeuer gefangen. Nachdem Colvin und Conroy ihre Geschichte an ihren Chef Ryan geschickt haben, entscheidet Colvin, sich bei dem Nachrichtensender CNN zu zeigen, um auf die vielen zivilen Opfer aufmerksam zu machen. Als Marie, Paul und der Reporter Rémi Ochlik  aus dem Gebäude fliehen, das sie als Medienzentrum genutzt hatten, ereignen sich zahlreiche Explosionen. Paul erwacht verletzt und unter Schock stehend. Er findet in den Trümmerhaufen die durch die Explosionen getöteten Marie Colvin und Rèmi Ochlik.
Der Film endet mit Bildern der zerstörten Stadt Homs, gefolgt von der Stimme der echten Marie Colvin aus einem Interview und dem Zitat: „You’re never going to get to where youre going if you acknowledge fear.“ (deutsch: „Du wirst niemals dahin gelangen, wohin du gehst, wenn du Angst zugestehst“)
Zum Schluss ist zu lesen: Marie Colvin und der Journalist Rèmi Ochlik wurden am 22. Februar 2012 in Homs, Syrien getötet. Paul Conroy arbeitet trotz seiner schweren Verletzungen weiterhin als Fotograf. Seit dem Tod Colvins wurden über 500.000 syrische Zivilisten getötet.

## Synchronisation
Die Synchronisation des Films hat die Think Global Media GmbH aus Berlin übernommen. Die Dialogregie führte Michael Deffert.
| Rolle                         | Darsteller      | Synchronsprecher |
| ----------------------------- | --------------- | ---------------- |
| Marie Colvin                  | Rosamund Pike   | Ranja Bonalana   |
| David Irens                   | Greg Wise       | Michael Deffert  |
| Abu Zaida, FSA Rebellenführer | Wissam Tobaileh | Samir Fuchs      |
| Anderson Cooper               | Anderson Cooper | Peter Flechtner  |
| Norm Coburn                   | Corey Johnson   | Johannes Berenz  |
| Paul Conroy                   | Jamie Dornan    | Johannes Raspe   |
| Sean Ryan                     | Tom Hollander   | Axel Malzacher   |
| Tony Shaw                     | Stanley Tucci   | Lutz Mackensy    |

## Hintergrund
Der Film wurde in Jordanien und London gedreht.
Annie Lennox schrieb für den Film den Song Requiem for A Private War, den sie am 14. September 2018 bei einer Gala im Rahmen des Toronto International Film Festival 2018 vortrug.

## Rezeption

### Kritik
Bei Rotten Tomatoes bekommt A Private War eine Zustimmung von 87 %, basierend auf 135 Rezensionen und erhält eine durchschnittliche Bewertung von 7.06/10.
Die Süddeutsche Zeitung schreibt, dass der Film eine Hommage an Marie Colvin und an den Beruf des Kriegsberichterstatters sei. Der Film erzähle von Colvins Reisen in Krisengebiete und ihrem Versuch, dazwischen ein normales Leben in London zu führen.
Das Online-Portal Filmstarts.de meint, dass A Private War bei den Oscars zu Unrecht übergangen worden sei, und schreibt als Fazit: „Mit ‚A Private War‘ gelingt Matthew Heineman der Spagat zwischen packendem Psychogramm und beklemmendem Antikriegsfilm. Auch dank einer großartigen Rosamund Pike, die selten besser gespielt hat.“
In der Filmkritik von Fachjournalist.de schreibt Dobrila Kontić: „So beeindruckend und mutig Marie Colvins journalistische Karriere in A Private War auch zu Recht und weitgehend faktenbasiert dargestellt wird: Heinemanns Film wirft doch weitere Fragen auf. Vor allem durch das, was er nicht verhandelt: die seit der Jahrtausendwende zunehmenden Veränderungen im Berufsfeld der Kriegsberichterstatter.“
Bei film-rezensionen.de schreibt Madeleine Eger: „‚A Privat War‘ besticht letztendlich durch seine Authentizität, die spannende, emotionale Erzählweise und eine hervorragende Regie sowie Kameraarbeit. Er schafft es, das Leben der Kriegsreporterin Marie Colvin beeindruckend darzustellen, ohne es aber dabei zu glorifizieren. Zusammen mit der enthaltenen Dokumentation entsteht ein respektvolles, detailliertes und bemerkenswertes Porträt einer Frau, die kein Risiko scheute, um der Welt vom Schicksal derer zu erzählen, die im Krieg stillschweigend am tapfersten waren und heute noch sind.“
Das Lexikon des internationalen Films vergibt 4 von 5 Sternen und resümiert: „Der vielschichtige, in der Hauptrolle brillant gespielte Film arbeitet die innere Zerrissenheit Colvins heraus, die unter den Kriegswirren leidet, aber nicht anders kann, als das Schicksal der Betroffenen öffentlich zu machen.“

### Auszeichnungen
Der Film war bei den Golden Globe Awards 2019 in der Kategorie Bester Filmsong für den Song Requiem for a Private War und Rosamund Pike als „Beste Hauptdarstellerin – Drama“ nominiert.
Bei den Satellite Awards 2018 gab es Nominierungen in den Kategorien „Bester Film (Independent)“, Rosamund Pike als „Bester Hauptdarstellerin – Drama“, und Requiem for a Private War von Annie Lennox als „Bester Filmsong“.
Bei den 71. DGA Awards war der Film in der Kategorie „Outstanding Directing – First-Time Feature Film“ nominiert.